# Aloe catengiana
Aloe catengiana ist eine Pflanzenart der Gattung der Aloen in der Unterfamilie der Affodillgewächse (Asphodeloideae). Das Artepitheton catengiana verweist auf das Vorkommen der Art nahe Catengue in Angola.

## Beschreibung

### Vegetative Merkmale
Aloe catengiana wächst stammbildend, verzweigt und bildet Dickichte mit einem Durchmesser von 1 bis 2 Meter oder mehr. Der aufsteigende, spreizende oder niederliegende Stamm ist 1,5 bis 2 Meter lang. Wird er von der Umgebungsvegetation gestützt kann er bis zu 3 Meter lang werden. Die 16 bis 20 lanzettlich spitz zulaufenden Laubblätter sind entlang des Stammes auf 30 Zentimetern zerstreut angeordnet. Die hell gelblich grüne Blattspreite ist 30 Zentimeter lang und 3 bis 5 Zentimeter breit. Auf ihr befinden sich sehr hell grüne linsenförmige Flecken, die in der unteren Hälfte häufiger sind. Die festen, rötlich braun gespitzten Zähne am Blattrand sind 3 Millimeter lang und stehen 8 bis 10 Millimeter voneinander entfernt. Ihre linierten Blattscheiden weisen eine Länge von 15 bis 20 Millimeter auf.

### Blütenstände und Blüten
Der Blütenstand besteht aus etwa sechs Zweigen und erreicht eine Länge von 40 Zentimeter. Die lockeren, zylindrisch spitz zulaufenden Trauben sind bis zu 16 Zentimeter lang und 4 Zentimeter breit. An Seitenzweigen bestehen sie aus fast einseitswendigen Blüten. Die eiförmig-spitzen Brakteen weisen eine Länge von 5 Millimeter auf und sind 3 Millimeter breit. Die trüb scharlachroten Blüten stehen an 10 Millimeter langen Blütenstielen. Die Blüten sind 28 Millimeter lang und an ihrer Basis gerundet. Auf Höhe des Fruchtknotens weisen die Blüten einen Durchmesser von 7 Millimeter auf. Darüber sind sie sehr wenig verengt und schließlich zur Mündung erweitert. Ihre äußeren Perigonblätter sind auf einer Länge von 10 Millimetern nicht miteinander verwachsen. Die Staubblätter und der Griffel ragen 1 bis 2 Millimeter aus der Blüte heraus.

### Genetik
Die Chromosomenzahl beträgt {\displaystyle 2n=14}.

## Systematik und Verbreitung
Aloe catengiana ist im Südwesten von Angola und im Norden von Namibia im heißen, trockenem Busch in Höhen von etwa 518 Metern verbreitet.
Die Erstbeschreibung durch Gilbert Westacott Reynolds wurde 1961 veröffentlicht.

## Nachweise